# Ерохово (Гомельский район)
Ерохово (бел. Яро́хава) — посёлок в составе Улуковского сельсовета Гомельского района Гомельской области Беларуси.

## География

### Расположение
В 9 километрах на восток от Гомеля.

### Водная система
На реке Ипуть (приток реки Сож). На востоке мелиоративные каналы.

## Транспортная система
Транспортная связь по просёлочной, а затем по автомобильной дороге Добруш — Гомель.
В деревне 24 жилых дома (2004 год). Планировка из короткой с меридиональной направленностью улицы. Застройка двухсторонняя. Жилые дома деревянные, усадебного типа.

## История
Основан в начале XX века переселенцами с соседних деревень. В 1926 году в Головинском сельсовете Гомелького района Гомельского округа. В 1932 году организован колхоз.
Во время Великой Отечественной войны в сентябре 1943 года оккупанты полностью сожгли посёлок.

## Население

### Численность
- 2004 год — 24 двора, 39 жителей.

### Динамика
- 1926 год — 18 дворов, 97 жителей.
- 1940 год — 26 дворов, 97 жителей.
- 1959 год — 134 жителя (согласно переписи).
- 2004 год — 24 двора, 39 жителей.